# Siwalankerto
Siwalankerto is een bestuurslaag in het regentschap Surabaya van de provincie Oost-Java, Indonesië. Siwalankerto telt 18.655 inwoners (volkstelling 2010).